# Carex valbrayi
Espèce
Classification phylogénétique
Carex valbrayi est une espèce de plantes du genre Carex et de la famille des Cyperaceae.